# Banda espectral
En astronomía, una banda espectral designa una parte del espectro electromagnético que deja pasar un filtro estándar. Una banda espectral está determinada por su perfil de transmisión, es decir, la fracción de intensidad luminosa transmitida por una longitud de onda dada. Un conjunto de filtros de bandas espectrales diferentes, y que generalmente cubren la parte visible del espectro electromagnético, se denomina sistema fotométrico.
El satélite Landsat, posee un sensor TM que puede captar los datos de siete bandas espectrales diferentes (tres en la región visible y cuatro en la región infrarroja), es decir, capta la energía que se refleja en un rango diferente del espectro electromagnético. Los datos son de la parte de suelo vista por una pequeña ventana que no permite ver los rayos solares que corresponden a esta parte del espectro estudiado. Así, cada banda espectral captada ve la tierra de una manera diferente y da una imagen diferente.